# Józef Lachner

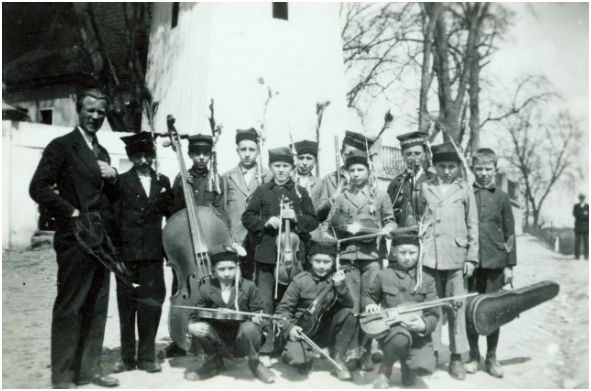
Józef Lachner ze szkolną kapelą przed kościołem w Modlnicy - maj 1934

Józef Lachner (ur. 6 marca 1907 w Barcicach, zm. 1990) – nauczyciel, społecznik, folklorysta, malarz, muzyk, artysta związany z podkrakowską Modlnicą.
W latach 1923–1928 Józef Lachner uczył się w Seminarium Nauczycielskim w Starym Sączu. Wraz z kapelą grywał na lokalnych weselach i zabawach. Już wtedy podglądał, spisywał ludowe zwyczaje. Od listopada 1929 był nauczycielem w Prądniku Czerwonym koło Krakowa, a stamtąd trafił do Modlnicy. Tutaj pozyskał wsparcie dla swych muzycznych i artystycznych pasji u właściciela modlnickiego majątku szambelana Adama Nowiny Konopki, oraz u swojego przełożonego, kierownika szkoły Józefa Nogi. Prowadził szkolną kapelę, malował, organizował przedstawienia teatralne. W latach 1932–1934 przeszedł specjalistyczne przygotowanie nauczycielskie w krakowskim Konserwatorium Muzycznym, a w 1935 objął po Józefie Nodze kierownictwo Szkoły Powszechnej w Modlnicy. W 1937 ukończył Wyższy Kurs Nauczycielski w Poznaniu.
W czasie II Wojny Światowej Lachner został przeniesiony z Modlnicy i pracował w Łapanowie oraz Klęczanach k. Bochni.  Od 1942 był dowódcą plutonu AK, a od 1943 dowódcą kompanii w rejonie Łapanowa.
Od roku szkolnego 1945/1946 Lachner wrócił na kierownicze stanowisko w szkole w Modlnicy. Odszedł na emeryturę w 1972 roku, pozostawiając po sobie placówkę w bardzo dobrym stanie.
Podstawową pasją Lachnera było jednak niezmiennie muzykowanie, słuchanie ludowych śpiewów, pisania melodii. Kultywował obrzędy ludowe takie jak: pucheroki, szopki, korowody kolędników, czy dożynki. Zebrał wiele informacji, tekstów, zapisów muzycznych lokalnego folkloru. Był animatorem regionalnej aktywności artystycznej. Działał w związku teatrów ludowych, kierował teatrem Regionalnym w Krakowie.
Od roku 2006 Gminny Ośrodek Kultury i Promocji w Wielkiej Wsi organizuje w Modlnicy „Przegląd Folklorystyczny im. Józefa Lachnera”